# Новорямова
Новоря́мова (рос. Новорямова) — присілок у складі Армізонського району Тюменської області, Росія.
Населення — 124 особи (2010, 124 у 2002).
Національний склад станом на 2002 рік:
- росіяни — 88 %